# FOREVER Dr.モーガンのNY事件簿
『FOREVER Dr.モーガンのNY事件簿』（フォーエバー ドクターモーガンのニューヨークじけんぼ、原題:Forever）は、アメリカ合衆国のABCにて2014年9月21日から2015年5月5日まで放送された、1話完結型のテレビドラマ。全22話。
日本ではAXNにて、2015年9月21日の先行放送の後に同年9月25日から吹替版・字幕版の両方で放送を開始した。

## ストーリー
NYで監察医をしているヘンリー・モーガンは、卓越した洞察力と人間の"死"に関する豊富な知識の持ち主。とある事件の解決を機にNY市警にその知識を買われたヘンリーは、刑事のジョー・マルティネスとコンビを組んで殺人事件の捜査に協力をする事になった。だが妙に歴史に詳しく少し変わり者の彼には、200年以上の時を生きる不老不死という秘密があった。
親友のエイブしか知らないこの秘密を抱えて現代を生きるヘンリーに、ある日アダムと名乗る男から不気味な電話がかかって来る。ヘンリーが不老不死であることを知り、自らも2000年生き続けている不老不死だと告げるアダムは、一体何者なのか、果たして何が狙いなのか。ヘンリーの平穏な日常が脅かされ始めていく。

## 主要登場人物
ヘンリー・モーガン
演 - ヨアン・グリフィズ (Ioan Gruffudd)、日本語吹替 - 森田順平
監察医局で働く監察医。
200年前、奴隷救出のため船医として乗り込んだ奴隷船の航海中に船長に銃撃されて死亡、海に転落したが蘇り、以来不老不死となる。死ぬと必ず全裸で水中から蘇る。
イギリス出身だが、不老不死となってからはその正体を隠すため、世界各地で暮らした経験がある。
自身が不老不死になった原因を調べるために、長年死について研究をしている。元々医者をしていたが、死を研究するために監察医に転職。
監察医としての能力は非常に優れているが、事件の捜査方法は型破りなものであり、時折突拍子もない行動を取る事もあるせいで、周囲を唖然とさせがちである。
秘密を分かち合った妻アビゲイルとは、第二次世界大戦で従軍医をしていた時に出逢い、後に結婚。1985年に失踪したが、現在も想い続けている。
ジョー・マルティネス
演 - アラナ・デ・ラ・ガーザ (Alana De La Garza)、日本語吹替 - 佐竹海莉
殺人課の刑事。一年前に夫のショーン・ムーアを亡くして深い悲しみを抱えているが、それを見せまいと気丈に振舞っている。
ヘンリーを信頼しており彼の自由な行動にも目を瞑ってはいるが、多々振り回されている。また彼が何か秘密を抱えていることにも気づいている。
エイブ
演 - ジャド・ハーシュ (Judd Hirsch)、日本語吹替 - 佐々木省三
本名は「エイブラハム・ワインラウブ」。アンティークショップをヘンリーと共同経営している、年老いた同居人。
唯一ヘンリーの秘密を知る親友で、息子である。ヘンリーを「父さん」と呼ぶことも。
赤ん坊の頃に第二次世界大戦で戦争孤児となった所をヘンリーとアビゲイルに救われ、引き取られた。その後アダムからナチスの収容所記録を譲渡されたことで初めて実の両親の名前と顔を知った。ヘンリーとは血縁関係はないと思われていたが本当の身元を知ったことで自分の家系に興味を持ち、調べているうちに遠縁であることが判明した。映画やテレビで天才たちの父親役を演じて印象を残したジャド・ハーシュが演じている。
ルーカス・ウォール
演 - ジョエル・デヴィッド・ムーア (Joel David Moore)、日本語吹替 - 藤巻大悟
監察医局で働くヘンリーの助手。飄々とした性格で、検死中におちゃらけた態度をとる事もあるが、仕事には誇りを持っている。
ヘンリーを「最高の師匠」と尊敬し憧れており、彼の命令や方針には忠実に従う。また、何かとヘンリーの真似をして独自の推理を披露するも、毎度外れてしまうのが常。
ジョアンナ・リース
演 - ロレイン・トゥーサント (Lorraine Toussaint)、日本語吹替 - 仲村かおり
殺人課を取り仕切る警部補。厳格な性格で自由に動くヘンリーに手を焼くことも多いが、時折不器用な優しさを見せることもある。
マイク･ハンソン
演 - ドニー・ケシャワーズ (Donnie Keshawarz)、日本語吹替 - あべそういち
殺人課の刑事。ジョーのよき理解者であり、変わり者のヘンリーの仕事ぶりには当初懐疑的であったが、やがて彼を信頼するようになる。既婚者で二人の子持ち。

## エピソード
シーズン1 (2014 - 2015)
| 話数 | タイトル             | 原題                                    | 監督                     | 米国放送日     | 視聴者数 (万人) |
| ---- | -------------------- | --------------------------------------- | ------------------------ | -------------- | --------------- |
| 1    | 終わりのない人生     | Pilot                                   | ブラッド・アンダーソン   | 2014年9月21日  | 826             |
| 2    | 死へのダイブ         | Look Before You Leap                    | サム・ヒル               | 2014年10月2日  | 662             |
| 3    | 若さの泉             | Fountain of Youth                       | デヴィッド・ウォーレン   | 2014年10月9日  | 569             |
| 4    | 思い出の美術館       | The Art of Murder                       | ジェイス・アレクサンダー | 2014年10月16日 | 517             |
| 5    | 繰り返す歴史         | The Pugilist Break                      | ジョン・T・クレッチマー  | 2014年10月23日 | 481             |
| 6    | 切り裂きジャック     | The Frustrating Thing About Psychopaths | ゼトナ・フエンテス       | 2014年10月30日 | 495             |
| 7    | 4人だけの秘密        | New York Kids                           | スティーヴ・シル         | 2014年11月6日  | 495             |
| 8    | 苦痛のエクスタシー   | The Ecstasy of Agony                    | ブラッド・アンダーソン   | 2014年11月13日 | 423             |
| 9    | 午前6時              | 6 A.M.                                  | ピーター・ラウアー       | 2014年11月20日 | 443             |
| 10   | 英国貴族の男         | The Man in the Killer Suit              | ジェイス・アレクサンダー | 2014年11月27日 | 517             |
| 11   | もう1人の不死の男    | Skinny Dipper                           | スティーヴ・ボーヤム     | 2014年12月4日  | 520             |
| 12   | 憧れのウォール街     | The Wolves of Deep Brooklyn             | Rob Bailey               | 2014年12月11日 | 493             |
| 13   | 運命の巡り合わせ     | Diamonds Are Forever                    | ジョン・T・クレッチマー  | 2014年12月18日 | 473             |
| 14   | 血塗られたヴィーナス | Hitler on the Half-Shell                | デヴィッド・ウォーレン   | 2014年12月25日 | 439             |
| 15   | 最後の王             | The King of Columbus Circle             | Matt Barber              | 2015年1月24日  | 462             |
| 16   | 70年代の女           | Memories of Murder                      | ゼトナ・フエンテス       | 2015年1月31日  | 466             |
| 17   | サイバー殺人         | Social Engineering                      | Antonio Negret           | 2015年3月3日   | 440             |
| 18   | 沈没船の財宝         | Dead Men Tell Long Tales                | Peter Lauer              | 2015年3月24日  | 442             |
| 19   | 壁の中のミイラ       | Punk Is Dead                            | John F. Showalter        | 2015年3月31日  | 466             |
| 20   | 悲劇のバレリーナ     | Best Foot Forward                       | ジョン・T・クレッチマー  | 2015年4月7日   | 406             |
| 21   | アビゲイルを捜して   | The Night in Question                   | Michael Fields           | 2015年4月21日  | 404             |
| 22   | 終わりのない物語     | The Last Death of Henry Morgan          | ブラッド・アンダーソン   | 2015年5月5日   | 413             |